# Thomas Thynne (Politiker, um 1610)
Sir Thomas Thynne (* um 1610; † nach 14. Oktober 1669) war ein englischer Adliger und Politiker, der einmal als Abgeordneter für das House of Commons gewählt wurde.

## Herkunft und Jugend
Thomas Thynne entstammte der englischen Familie Thynne. Er wurde als dritter, doch als zweitältester überlebender Sohn des Politikers Sir Thomas Thynne und seiner ersten Frau Mary Tuchet geboren. Er studierte ab dem 28. Juni 1620 als zehnjähriger am Magdalen College in Oxford und 1629 am Middle Temple in London. 1637 wurde er als Anwalt zugelassen. Nach dem Tod seines Vaters 1639 erbte sein älterer Bruder James dessen umfangreichen Besitzungen mit Longleat House. Sein Bruder führte über die Aufteilung des Erbes einen erbitterten Erbstreit mit seiner Stiefmutter Catherine Howard. Thomas Thynne erhielt nach dem Testament seines Vaters, der als der reichste nichtadelige Engländer gegolten hatte, eine jährliche Pension in Höhe von £ 1.000.

## Leben
Er wurde vermutlich am 19. August 1642 zum Ritter geschlagen, scheint jedoch nicht aktiv am Englischen Bürgerkrieg teilgenommen zu haben. 1646 sollte er zur Unterstützung des Parlaments eine Summe von £ 4000 entrichten, die jedoch vermutlich nicht eingetrieben wurde. Gegen Ende des Commonwealth wurden sein Verwalter und sein Butler verhaftet und sein Haus in Richmond wurde nach Beweisen für eine angebliche Unterstützung der Royalisten durchsucht. Im Gegensatz zu seinem Bruder, der als Sheriff diente, konnte er direkt nach dem Ende des Commonwealth im Mai 1660 als Abgeordneter für Hindon, einem Borough im Einflussbereich seines Bruders, für das House of Commons gewählt werden. Von ihm sind allerdings im  Parlament keine Reden und weitere Aktivitäten überliefert. Bei der Wahl im April 1661 trat er nicht erneut an. Er diktierte am 14. Oktober 1669 sein Testament, war jedoch nicht mehr in der Lage, es zu unterzeichnen. 

## Nachkommen
Thynne hatte am 6. September 1642 Stuart Balcanquhall, die einzige Tochter und Erbin von Walter Balcanquhall, der bis 1645 Domdekan von Durham war, geheiratet. Er hatte mit ihr drei Söhne und zwei Töchter, sein Erbe wurde sein einzig überlebender Sohn Thomas. Dieser wurde nach dem Tod von Thomas Bruder James 1670 auch dessen Erbe.